# Sumata
Sumata (素股), littéralement « région pubienne nue », est un terme japonais se réfèrant à l'acte sexuel sans pénètration très en vogue dans les lupanars du Japon où il est pratiqué par des « companions » (prostituées).
Sumata s'applique à toute forme d'acte sexuel sans pénétration vaginale (masturbation, fellation, coït intercrural, etc.) dont le but est de provoquer l'éjaculation du client par des stimulations. Cette activité contourne la législation réglementant l'acte sexuel dans le pays.
Le gain en popularité du sumata est comparable à celui des lupanars, des spectacles de striptease et de danses érotiques rencontrés en Occident.